# Wedi (Gedangan)
Wedi is een bestuurslaag in het regentschap Sidoarjo van de provincie Oost-Java, Indonesië. Wedi telt 8299 inwoners (volkstelling 2010).